# Jefferson Park (Los Angeles)
Pour les articles homonymes, voir Jefferson.
Jefferson Park est un quartier de la ville de Los Angeles, en Californie.

## Présentation
Le quartier est situé dans la zone de South Los Angeles.